# Hrčki
Hrčki  (znanstveno ime Cricetinae) so poddružina glodavcev, v katero uvrščamo 18 vrst, razporejenih v šest ali sedem rodov. Večina jih ima razširljiva vrečkasta lica, ki segajo vse do ramen. Včasih se uporabljajo v laboratorijskih preskusih (ker se hitro razmnožujejo), skupaj s podganami, mišmi in drugimi glodavci.

## Vrste
Najbolj znana vrsta je sirski hrček, tudi »zlati hrček« (Mesocricetus auratus), ki je pogosta domača žival. Dve drugi taki vrsti, ki šele pridobivata na priljubljenosti, sta ruski pritlikavi hrček (Phodopus campbelli) in sibirski hrček (Phodopus songorus). Precej redkejši sta vrsti kitajski hrček (Cricetulus curtatus) in roborovski hrček (Phodopus roborovskii). Izredno priljubljena pa je mutant sirskega hrčka (odkrit šele leta 1985 ali 1986), znan kot panda hrček. Ta vrsta je skoraj povsem nenapadalna. Značilna črna barva, z zaplato bele dlake na vratu nima dosti skupnega z njegovo nežnostjo - tej je vzrok načrtno križanje teh živali. Slabo sparjen panda hrček je lahko prav tako agresiven kot sirski (zlati) hrček.

## Hrčki kot domače živali
Najpogosteje v hišah najdemo sirskega hrčka. Panda hrček je njegova vzrejena podvrsta. Naslednje po priljubljenosti so štiri vrste škratastih hrčkov. Njihova vzgoja se ne razlikuje preveč. Roborovski in kitajski hrček sta težja za vzrejo, zato sta redkejša. Hrčki so po naravi nočne živali in zato niso najbolj primerni za ljudi, ki ponoči spijo in so dejavni podnevi. Vendar jih imajo mnogi raje kot podgane. Hrčki se hitro naučijo par zvijač in jih je zanimivo gledati. So tudi precej manjši od morskih prašičkov, a hkrati prav tako dlakavi in privlačni, zato so še posebej primerni za domove z manj prostora.

### Območje razširjenosti
Hrčki se znajdejo tako v kletki kot terariju. Kletke je lahko prenašati, njihove rešetke so primerne za plezanje, in imajo prikladno nameščena vhodna vrata. Na drugi strani so stekleni terariji boljši, ker iz njih hrčki ne morejo izmetati blata in smetk, skoznje je hrčka laže opazovati, in boljše osamijo žival od trušča in hrupa okolice. Terariji so predvsem boljši za škrataste hrčke, ki so bolj občutljivi na okolje in tudi manjši - zato bi morala biti mreža na kletki zelo gosta, da ne bi pobegnili skozi. Srednje veliki hrčki, kot je zlati hrček, posebej uživajo v plezanju po zidu kletke (kar je zanje zelo nevarno, ker si lahko tačko zataknejo med rešetke). Hkrati jim rešetke, ki naj imajo vodoravne in navpične prečke, omogočajo več pogleda na zunanji svet in so za te in večje hrčke bolj primerne.
Kljub majhnosti potrebuje hrček vsaj  minimalno 100 × 50cm površine in vsaj 40 cm višine ne glede na pasmo hrčka. Stekleni terarij naj nima večje višine kot širine, sicer bo zrak slabo krožil. Škratasti hrčki (čeprav manjši!) potrebujejo še več prostora - vsaj 80 × 40 cm². To zato, ker so zelo dejavni - veliko tečejo in kopljejo, vendar ne smejo biti dolgo zunaj kletke. Zaradi majhnosti se zunaj ne počutijo varne; in druge domače živali bi jih lahko pokončale. Z velikostjo je takole: v večjem domku bo žival po navadi živela dlje in jo bo lepše opazovati.
Hiško lahko kupite v trgovini, lahko pa jo sami izdelate. Če uporabite le materiale, ki niso nevarne živalim - ne lepljenega lesa ali lesa iglavcev, ker hrčki grizljajo stene hiške in bi lahko zaužili zanje strupeno lepilo ali smolo. Varna je hiška iz brezovega ali bukovega lesa, zlepljena skupaj z lepilom na vodni osnovi, vendar je treba redno preverjati, če hrček ne spodjeda lesa. Še ena možnost je, da dodelate kupljeno hiško - in ji npr. dodate nadstropja in jih povežete z lestvami. Žičnata mreža namesto lesa ni primerna, ker se hrček lahko zatakne in resno poškoduje.
Ozke in gladke plastične hiške niso preveč primerne kot edino bivališče hrčka. Preveč so zaprte in zrak slabo kroži, plastika pa (čeprav jo je lahko čistiti) slabo vsrka hrčkov urin. Iz tega nastane vlažno in neudobno okolje, zelo ugodno za bakterije in glivice. Hrček grizlja, zato so umetni materiali nasploh neprimerni in nenaravni. Take igračke imejte za igranje in telovadbo živali, seveda pod vašim nadzorom.
Hrčku je najprimernejša dobro razsvetljena soba s stalno, zmerno temperaturo (18 do 26 stopinj Celzija), zunaj neposrednega Sonca. Ne sme biti na prepihu - posebej pazite, če imate žično kletko. Čeprav ne vidijo daleč, so zelo sproščeni kakih 60 cm nad tlemi, od koder lahko mirno opazujejo okolico.
Vso površino hiške, skupaj z vmesnimi nadstropji, je treba dobro pokriti z debelo plastjo lesenih odpadkov za glodavce. Umetni materiali so lahko primerni, čeravno tvegani. Odpadki za mačke so strupeni za hrčke. Hrastovo žaganje in žaganje smolnatih in dišečih drevesnih vrst bo hrčka motilo pri dihanju, zato se mu izognite. Odpad iz recikliranega papirja ali lepenke lahko varno dodate, da bo vsrkal vonjave.
Hrčki gradijo gnezdo, zato mu le sproti dodajajte koščke robčkov in časopisnega papirja (potisk mora biti na osnovi črnila iz soje) in zgradili si bodo varen in udoben domek na samem. Sveže seno je mehko, in nekaj ga bodo hrčki z užitkom tudi pozobali.
V peščeni kopeli se bo hrček takoj zabaval in se tudi očedil. V puščavi (od koder izvirajo), se hrčki valjajo po pesku, kar očisti njihov kožuh in prepreči, da bi se zamastil. To še posebej dene škratastim hrčkom. Pesek dajte v posodo, ki se zlepa ne bo prevrnila (keramična ali kovinska posoda s težkim dnom). Uporabite droben pesek, vendar ne takega, ki bi se prašil - kar bi škodili hrčkovim dihalom.
Redno čiščenje domka je nujno za hrčkovo dobro stanje. Vsaj enkrat na teden je treba zamenjati namočeno posteljico. Hrčki so precej čiste živali - gnezdo bo precej čisto; lulali in kakali bodo na izbranem mestu, zato bo čiščenje preprosto. Manjši hrčki so manj zahtevni - čisti se enkrat na dva tedna, vendar imajo več skritih kotičkov, ki služijo kot stranišče.
Še ena pomembna stvar je skrivališče, kjer bo hrček lahko počival čez dan. Komercialne, nakičene hiške niso preveč primerne. Skrivališče mora biti dovolj veliko in zaprto vsaj na dveh stranicah. Uporabite iste materiale kot za hiško, čeprav lahko improvizirate z majhnim kartonskim skrivališčem (ki ga bo hrček slej ko prej pojedel in bo potreboval novega). Ena možnost je odstranljiva streha, da lahko zlahka odstranite nepojedeno hrano.
Sirski hrčki so samotarske živali in potrebujejo samoto takoj, ko odrastejo (že po štirih tednih). Škratasti hrčki so bolj družabni in se bodo bolj verjetno sprijaznili s sostanovalci. So primeri, ko dva ali več hrčka mirno živita skupaj, vendar lahko pride do krvavih bojev, zato jih le ločite, če se začno tepsti. V naravnem okolju imajo hrčki mnogo več prostora zase in vsak si izoblikuje ozemlje. Če želite imeti več kot dva hrčka v kletki, mora biti ta večja (vsaj 40 × 40 cm² na hrčka) in vsaka žival mora imeti svoje skrivališče. Celo po daljšem mirnem sobivanju lahko pride do grizenja - takrat jih je vedno treba ločiti takoj. Vedite še, da če se samec in samička dobro razumeta, se bosta začela zelo hitro razmnoževati in prostora bo hitro zmanjkalo.

## Glodanje
Hrčki imajo dolge, tanke in ostre zobe, in lahko krepko ugriznejo človeka v prst, če ga zamenjajo za korenček ali plenilca. Da se jih navaditi na človeka, in če se jih ne zlorablja, jih lahko imajo na skrbi tudi odgovorni otroci (od 7. leta naprej). Zobje jim stalno rastejo, zato jim je treba dati primernih stvari, da jih nagonsko glodajo in s tem ohranijo zobe z zdravo dolžino. Sicer bodo grizljali, kar pač najdejo. Njihov domek mora zato biti iz materiala, skozi katerega ne morejo pregristi. Hrček je dejaven ponoči in njegovo grizljanje lahko moti, če je v spalnici ali kje v bližini.

## Telovadba in zabava
Kot vse živali morajo tudi hrčki telovaditi in se pozabavati, da ohranijo telesno in duševno zdravje. Obesite jim kolesce in natekli se bodo do »sitega«. Dodatne igračke, denimo lesene ali plastične cevke, ki simulirajo njihovo naravno okolje (rovi) pa njim in njihovim lastnikom omogočijo zabavo. Pri nakupu kolesa previdno - ne sme imeti lukenj, v katere bi se lahko hrček z nogicami zataknil in se poškodoval.
Prozorne žoge za hrčke (in avtomobilčki v ta namen) so odlični. Vanje položite hrčka in ta s svojim gibanjem premika žogo in raziskuje po celi hiši, vrtu ipd. Vendar pazite na hrčka in bodite razumni - hrček se lahko zagozdi ob pohištvu, skotali dol po stopnicah in tako poškoduje ali močno prestraši. V žogi ga ne pustite predolgo, zlasti na tople dni; vmes mu privoščite premor ob sveži vodi in sadju ali zelenjavi. Igračko naj hrček uporabi po lastni volji - nikoli ga ne silite vanjo.
Če boste skrbni, bo hrček rade volje šel ven iz hiške in izkoristil vse možnosti za raziskovanje. Pazite pa, da se ne skrije v kakšno luknjo v pohištvu, zidu ali drugod, ker bo tam ostal - je nočna žival in ima rad temo. Morda ga ne boste mogli prepričati, da bi prišel spet ven.

## Hrana
Osnovno hrano lahko kupimo v trgovini za živali in povsem zadosti hrčkovim prehrambenim potrebam. Kot priboljšek pa jim lahko damo sveže sadje, zelenjavo, hrano za ptiče ali žive žuželke; ker so pomemben del njihove naravne prehrane. Slaščice in nekatera zelenjava (paradižnikovo listje) niso primerni zanje oziroma jim celo škodijo. Kot večina drugih živali se hrčki sami ne morejo odločiti, kaj je dobro zanje - po navadi bodo pojedli vse, kar dobijo.
Hrčki so privajeni življenju v sušnih predelih in lahko dovolj tekočine zaužijejo že iz vodene zelenjave, npr. kumare. Vseeno naj imajo vedno na zalogi svežo vodo. V trgovinah najdete dovolj primernih preparatov za to; z njimi jim lahko tudi dozirate zdravila in vitamine.
Tako hrana kot voda morata biti sveži in menjani pogosto, recimo enkrat na dan. Voda ne sme biti v odprti posodi, ker se tako hitro onesnaži in ustvari mokro okolje, ki je precej nezdravo za hrčka. Hrček se tudi zna očistiti brez vode, in to zelo pedantno.

### Podrobnosti
Večina prehrane naj bo v trdni obliki in primerne velikosti. Zraven namenske prehrane iz trgovine jim le dajte mnogovrstna semena, žita in oreške. Pazite in omejite vsebnost maščob - zlasti sončnično in sezamovo seme, oreški, mandeljni so vsi zelo hranljivi in naj bodo zato priboljšek in ne hrana. Več jim lahko date žitaric, riža, oreškov in leče: kakšnih 120 g srednje velikemu hrčki in pol tega škratastim vrstam. Kruh in drugi pekovski izdelki vsebujejo kvas, ki ga hrček le s težavo prebavi, zato se ga izogibajte. Dajte mu le malo skorje za glodat, ali pa kar kupite poseben kruh v trgovinah za živali. Hrana naj bo primerne velikosti - zlasti manjši hrčki imajo namreč težave s prevelikimi semeni, ki jih proizvajalci radi podtaknejo v škatle s hrano zanje. Za manjše hrčke je tako primerna hrana za ptiče.
Sena jim lahko vedno daste veliko. Ima zelo malo maščobe, vendar ga imajo hrčki radi, prijazen je njihovi prebavi, vanj se da skriti in iz njega narediti gnezdo. Obenem je poceni in ga lahko izdelate v domačem vrtu.
Sveža hrana je pomemben del hrčkove diete. Že omenjena kumara je hkrati dober nadomestek za vodo. Sveža trava, korenje, vse vrste zelene solate, listi in celo veje nestrupenih rastlin so v redu. Odraslim hrčkom lahko daste tudi malo jabolk, sladke paprike, paradižnika (le rdeč plod, ne rastlinja), banano, mango in jagode. Preveč sladkih sadežev pa jim škodi. Zelja se izogibajte, ker je nevarno za hrčkovo prebavo. Isto velja za citruse (limone ipd.).
Zelo mladi hrčki (6-8 tednov) naj jedo le korenje in majhne žitarice. Ne dajajte jim še vode, ker jim lahko hudo poškoduje prebavo. Bolne hrčke dajte na omejevalno dieto. Ponudite jim zelišča, če jih sprejemajo, vendar vedite, da ta ne morejo zamenjati veterinarja. Pojedli bi tudi marjetico in regrat, vendar le cvet. Rastline ne smejo rasti zraven ceste ali drugih virov onesnaženja, ker so hrčki zaradi majhne telesne teže zelo občutljivi za zastrupitev.
V naravi hrčki lovijo žuželke, ki so vir živalskih beljakovin. Lahko jim jih daste tudi žive. Večina ljudi žuželk ne mara, zato jih nadomestijo s povsem ustreznimi pasjimi briketi. Nekateri hrčki pojedo tudi navadni jogurt, mehki sir (neslan, z malo maščobami). Pri pasji oz. mačji hrani posebej pazite, da vsebuje malo vsebnost maščob.
Od dodatkov mora biti v vsakem domku posebni kamen iz soli (dobite v trgovini za živali). Čeprav gre za ogromno količino soli, ki je ne porabi niti več generacij hrčkov, jo potrebujejo. Vitaminski dodatki za glodavce načeloma niso pomembni, ker jih dovolj zaužijejo že iz sveže zelenjave. Bolni ali nedohranjeni hrčki morda potrebujejo vitamine ali zdravila; posvetujte se z veterinarjem.
Vedite, da imajo hrčki navado zbirati hrano - odnesejo jo v zgornjem delu hrbta oz. vratu ter   v licih in jo skrijejo na več mestih po hiški. Ta hrana, sploh skupaj z urinom in vodo, bo začela gniti in lahko onesnaži hrčkov domek. Zato ga morate redno čistiti. Po tem vedenju so hrčki tudi dobili ime - nemška beseda za kopičenje je »hamstern«.
Mnogo je hrane, ki je hrčki sploh ne smejo jesti. To so vse vrste slaščic (čokolada, bomboni) - so nezdravi ali celo škodljivi. Nadaljnje strupene rastline in pa nezdrava oz. kemijsko obdelana hrana za ljudi.
Campbellovi škratasti hrčki so posebej občutljivi na diabetes (Diabetes mellitus), druge škrataste vrste nekoliko manj. Pogosti vzrok je zaužitje enostavnih sladkorjev (glukoza). Zato jim ne smete dati sladke hrane (zlasti ne medu ali sladkorja). Sladko sadje omejite. Pri večjih hrčkih to ni tako nujno, je pa priporočljivo.

## Življenjska doba in razmnoževanje
Povprečno živijo ne več kot 2 ali 3 leta v ujetništvu; v naravi še manj. Zaradi kratke življenjske dobe hitro dozorijo in se začno razmnoževati že kot mladi - pri dveh mesecih. Samička bo kotila večkrat letno, po več mladičev na leglo. Samce in samičke zato velikokrat ločijo, da se izognejo nehotenim potomcem.
Po parjenju so samice breje 2 do 3 tedne. Po rojstvu ni nenavadno, da samček poje nekatere od mladičev. Povprečno leglo je 7 hrčkov, največje pa okoli 12(toliko zdrži trebuh samičke). Samička bo vse malčke zbrala v vnaprej narejeno gnezdo. Potomci so brezdlakavi, imajo zaprte oči, se malo premikajo in so odvisni od samičke. Po kakšnem tednu začno raziskovati gnezdo in jesti trdno hrano. Že po treh tednih trajno zapustijo samičko.
Spol odraslega hrčka določimo po repu: ravnega ima samček, samičkin pa ima bunkice na obeh straneh.

## Hrčkom podobne živali
Nekatere glodavce včasih imenujejo »hrčke«, čeprav trenutno niso razvrščeni v poddružini Circetinae. To je na primer grivasti hrček ali čopasti hrček, ki je v resnici grivasta podgana (Lophiomys imhausi) in tudi ni zelo znan pod tem imenom. Drugi so hrčki, podobni mišim (Calomyscus spp.) in belorepa podgana (Mystromys albicaudatus).